# Иранская ассоциация русского языка и литературы
Иранская ассоциация русского языка и литературы (перс. انجمن ایرانی زبان و ادبیات روسی‎) — одно из научных обществ Ирана.

## Общие сведения
Иранская ассоциация русского языка и литературы начала свою деятельность в 2012 году под эгидой Министерства науки, исследований и технологий в категории «фундаментальные науки» . Ассоциация была создана в целях распространения и развития научного изучения русского языка и литературы, повышения уровня специалистов, а также оптимизации образовательных и исследовательских процессов в области русского языка и литературы. Ассоциация представляет собой некоммерческое учреждение, осуществляющее свою деятельность в рамках научных исследований и научно-технической работы.

## Обязанности и сфера деятельности
— проведение научных исследований на национальном и международном уровнях силами специалистов, так или иначе имеющих дело с изучением русского языка и литературы.

— сотрудничество с органами исполнительной власти и научно-исследовательскими учреждениями в сфере оценки, пересмотра и реализации образовательных и исследовательских проектов и программ, соответствующих направлению деятельности Ассоциации.

— стимулирование исследователей и чествование выдающихся учёных.

— предоставление образовательных, исследовательских и научно-технических услуг.

— проведение научных конференций на национальном, региональном и международном уровнях

— публикация научных монографий и периодических изданий

## Рабочие группы
Ассоциация может сформировать следующие группы и комитеты, которые будут работать в соответствии с кругом обязанностей, определённым для них Советом управляющих:

1. Специализированные группы

2. Рабочие группы по образовательной и исследовательской деятельности

3. Издательская рабочая группа

4. Рабочая группа статистики и информации

5. Рабочая группа по протоколу и связям с общественностью

6. Рабочая группа по проведению научных конференций

## Члены Совета учредителей Иранской ассоциации русского языка и литературы
Джаноллах Карими-Мотаххар

Марзие Яхьяпур

Мирйала Ахмади

Хусейн Гулами

Мохаммад Реза Мохаммади

Масуме Мотамеднийа

Амир Хосейни

Абтин Голькар

Хосейн Али Мостафави

Зейнаб Садеги Сахльабад

Ежегодно Ассоциация устраивает различные научные заседания, специализированные семинары и конференции. Среди этих мероприятий можно отметить следующие:

— первая конференция «Экономика и предпринимательская деятельность в сфере иностранных языков»

— первая национальная конференция «Критика трудов по гуманитарным наукам»

— международная конференция «Русский язык и литература в современном мире: проблемы и перспективы»

Кроме того, Ассоциация издаёт научный журнал «Исследовательский журнал русского языка и литературы». 26 января 2016 г. этот журнал был зарегистрирован в РИНЦ (elibrary.ru) под номером 1—18/2016 .